# Bambusa brevispicula
Bambusa brevispicula är en gräsart som beskrevs av Richard Eric Holttum. Bambusa brevispicula ingår i släktet Bambusa och familjen gräs. Inga underarter finns listade i Catalogue of Life.